# Capela de Santana
Capela de Santana is een gemeente in de Braziliaanse deelstaat Rio Grande do Sul. De gemeente telt 11.617 inwoners (schatting 2009).

## Aangrenzende gemeenten
De gemeente grenst aan Montenegro, Nova Santa Rita, Pareci Novo, Portão en São Sebastião do Caí.